# バーデン＝ヴュルテンベルク州

バーデン＝ヴュルテンベルク州
Land Baden-Württemberg

州歌: Badnerlied（ドイツ語）
バーデンの人々の歌

バーデン＝ヴュルテンベルク州（バーデン＝ヴュルテンベルクしゅう、標準ドイツ語: Land Baden-Württemberg、アレマン語: Land Bade-Württebärg, Land Baade-Wiirdebäärg）は、ドイツ連邦共和国の16の連邦州のひとつ。

## 州名
正式名称はバーデン＝ヴュルテンベルク州（標準ドイツ語: Land Baden-Württemberg）であるが、通常は単にバーデン＝ヴュルテンベルク（標準ドイツ語: Baden-Württemberg）と呼ばれる。略称は頭文字語でBW（ベー・ヴェー）。アレマン語の綴字法では、「(Land) Bade-Württebärg」または「(Land) Baade-Wiirdebäärg」と表記される。
バーデン（Baden）は旧バーデン大公国、ヴュルテンベルク（Württemberg）は旧ヴュルテンベルク王国に由来する。第二次世界大戦後の1952年にバーデン州（バーデン共和国）とヴュルテンベルク州（ヴュルテンベルク自由人民州）が合併し、バーデン＝ヴュルテンベルクとなった。現在でもバーデン地方やヴュルテンベルク地方という表現が見られる。

## 地理

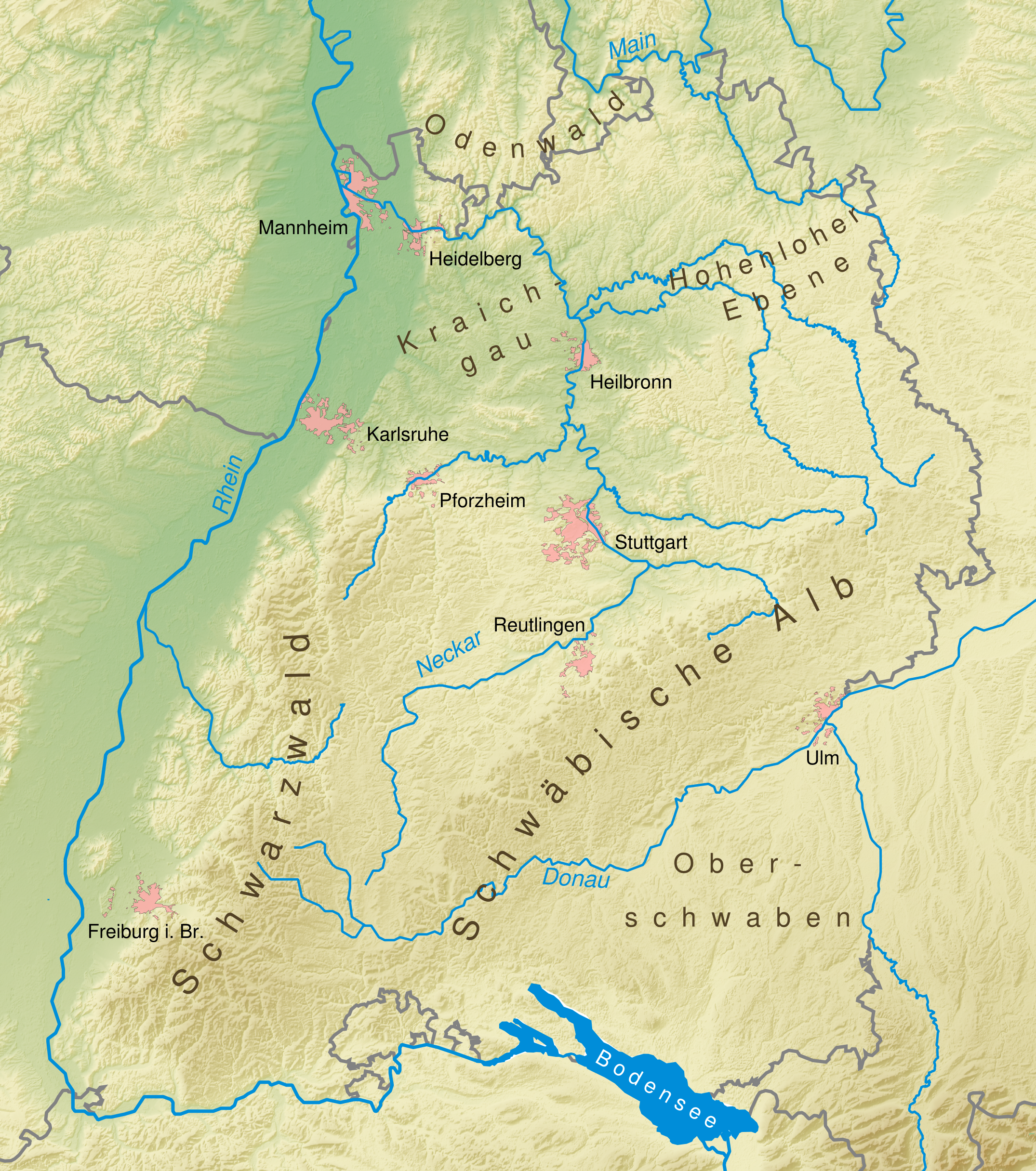
自然地図（人口10万人以上の都市を含む）

ドイツ南西部に位置し、東はバイエルン州、北はヘッセン州、西はラインラント＝プファルツ州およびフランス共和国のアルザス地方、南はスイス連邦に隣接している。16ある連邦州の中で3番目に広い州である。
旧ドイツ帝国の構成国であるバーデン大公国、ヴュルテンベルク王国、プロイセン王国の飛び地であるホーエンツォレルン州（ホーエンツォレルン城がある）を前身とし、それらを引き継いだバーデンとヴュルテンベルクの2州が第二次大戦後、アメリカ軍とフランス軍の分割占領期を経て1952年に合併して新しく設立した州である。
神聖ローマ帝国の時代には、シュヴァーベン大公領と、それを発展的継承したヴュルテンベルク公国、およびバーデン辺境伯領を中心に、多数の小国が存在した。さらに、州北部にあたる南フランケン地方（広義のフランケン地方の一部）は、西フランケン大公領を起源とし、のちにプファルツ選帝侯領などとして継承されていたが、19世紀初頭にバーデン領とヴュルテンベルク領に割譲・併合された地域である。
そのような歴史的経緯から、同州は西部のバーデン地域と中・東部のヴュルテンベルク地域に大別される。実際にはさらに、両地域の北部一帯を含む南フランケン地方（ハイルブロン＝フランケン地域連合、ライン＝ネッカー広域連合の一帯）と、北部を除いたヴュルテンベルク中南部のシュヴァーベン地方（広義的にはバイエルンシュヴァーベン地方も含む）、そして北部を除いた西南部のバーデン地方という、3つの文化圏に分かれている。
方言系統的として上部ドイツ語語群が多く、ヴュルテンベルク地方も含む州北部は上部フランケン語系（南フランケン語）に属し、南東部のシュヴァーベン地方のシュヴァーベン語と南西部のバーデン地方の低地アレマン語はアレマン語系に属する。その他に高地ドイツ語に属し、かつてのバーデン領邦で使用されたバーデン語もある。
また、歴史的に見てアレマン人のうちシュヴァーベン地方のシュヴァーベン人はカトリック、同じアレマン系でもバーデン地方の住民とヴュルテンベルク地方のフランケン人（南フランケン人）などはプロテスタント圏に属し、特にバーデン地方の住民はバーデン福音主義州教会とバーデン福音ルター派教会を信仰している。そのため、バーデン＝ヴュルテンベルク州の各地方の住民には未だに文化的差異などがある。
ドイツの中でも森が多い地域であり、バーデン地方の中心にはシュヴァルツヴァルト山地が横たわる。

## 歴史

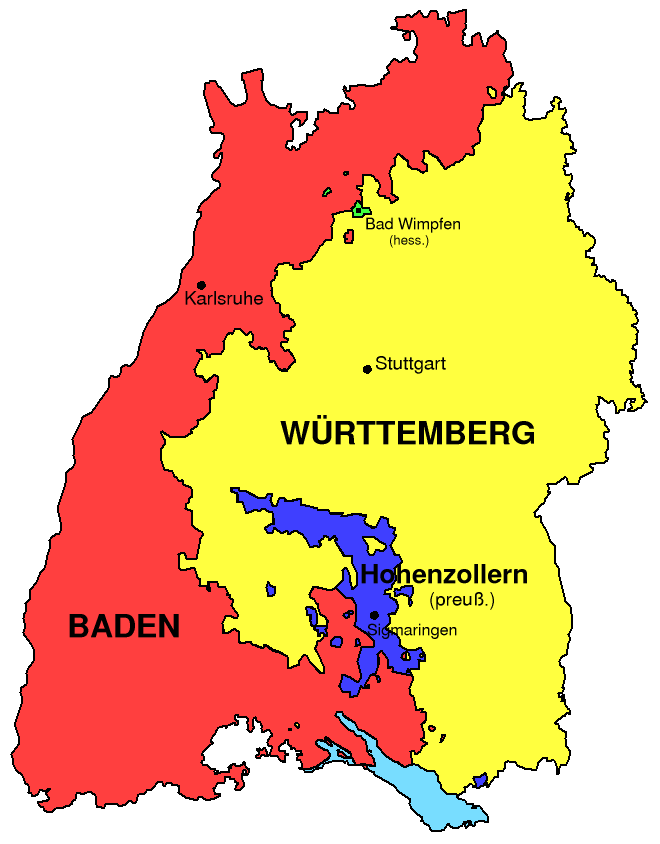
1850年-1945年の区分図。赤: バーデン、黄: ヴュルテンベルク、青: プロイセン ホーエンツォレルン州

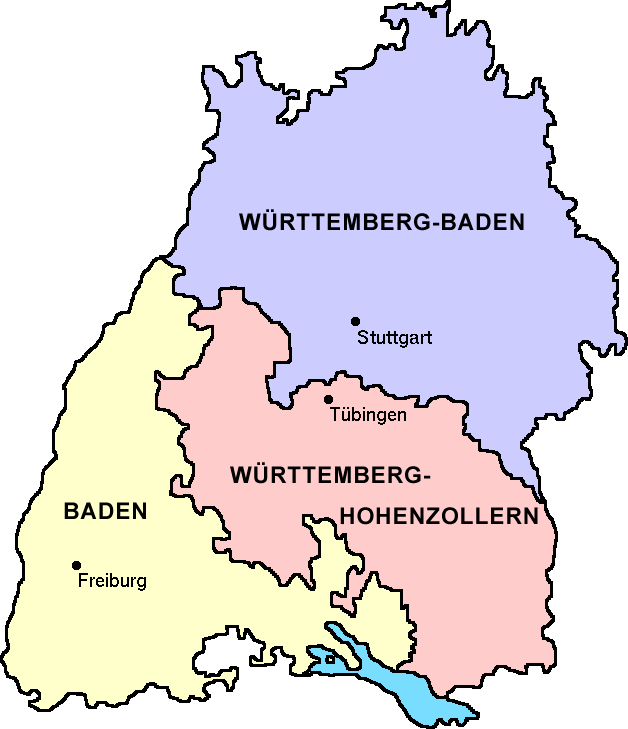
1945年-1952年の区分図。黄: バーデン州、赤: ヴュルテンベルク＝ホーエンツォレルン州、青: ヴュルテンベルク＝バーデン州

今日バーデン＝ヴュルテンベルク州となっている領域は、神聖ローマ帝国の時代には多くの中小の聖俗諸侯領と帝国自由都市とで細分化されていた。しかし、ナポレオン戦争で混乱する中、1803年の帝国代表者会議主要決議によって、帝国内の教会領、弱小諸侯領、帝国自由都市の大半が取りつぶされ、有力諸侯の間で再編されることになった。その結果、この領域内にあった教会領と帝国自由都市は全廃され、大半の世俗諸侯が陪臣化された。
1871年のドイツ帝国成立までには、
- バーデン大公国
- ヴュルテンベルク王国
- プロイセン王国ホーエンツォレルン州 (Hohenzollernsche Lande) （飛び地だが、プロイセン王家であるホーエンツォレルン家の大元の領地）
- ヘッセン大公国の飛び地バート・ヴィンプフェン

に分かれていた。
1918年のドイツ革命後のヴァイマル共和国下では、それぞれがそのまま、
- バーデン共和国 (Republik Baden)
- ヴュルテンベルク自由人民州 (Freier Volksstaat Württemberg)
- プロイセン自由州 (Freistaat Preußen) ホーエンツォレルン州
- ヘッセン人民州 (Volksstaat Hessen) バート・ヴィンプフェン

となった。
第二次世界大戦後は、カールスルーエとミュンヘンを結ぶアウトバーン（現A8号線）のあたりを境に、北側がアメリカ合衆国占領地区に、南側がフランス占領地区になった。1945年のうちに、
- ヴュルテンベルク＝バーデン州（ドイツ語版）（アメリカ占領地）
- ヴュルテンベルク＝ホーエンツォレルン州（ドイツ語版）（フランス占領地）
- バーデン州（ドイツ語版）（フランス占領地）

が発足した。
この3州は、1949年5月23日にはドイツ連邦共和国（西ドイツ）の構成州となった。
1952年4月25日、3州は合併してバーデン＝ヴュルテンベルク州となった。

## 政治

### 州議会

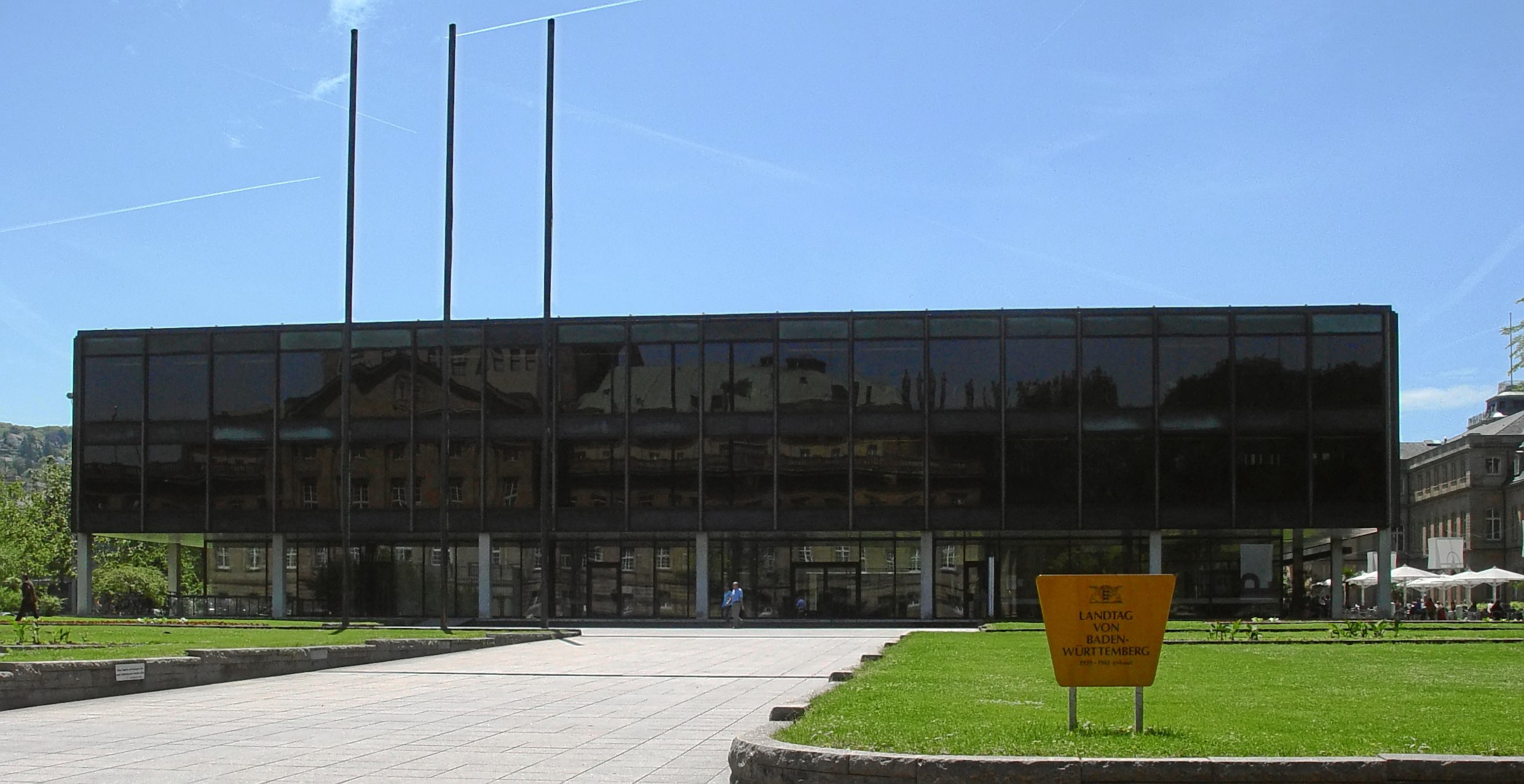
州議会議事堂

州議会 (Landtag) は一院制で、議員は小選挙区比例代表併用制で選出される。2021年現在の議席数は154。2021年3月14日に行われた州議会選挙での、各党の「得票率／獲得議席数(前回2016年選挙からの増減)／議席占有率」は以下の通りである。
- 同盟90/緑の党 (GRÜNE)　32.6%／58議席(+11)／37.7%
- ドイツキリスト教民主同盟 (CDU)　24.1%／42議席(±0)／27.3%
- ドイツ社会民主党 (SPD)　11.0%／19議席(±0)／12.3%
- 自由民主党/民主人民党 (FDP/DVP)　10.5%／18議席(+6)／11.7%
- ドイツのための選択肢 (AfD)　9.7%／17議席(-6)／11.0%

　――――――――――――――――――――――――――――――――――
- 左翼党 (Linke)　3.6%／0議席(±0)／0%　　※阻止条項により議席を獲得できなかった。

バーデン＝ヴュルテンベルク州では長らくキリスト教民主同盟（CDU）が州政与党の座に就いてきたが、東日本大震災による福島第一原子力発電所事故の直後に行われた2011年州議会選挙で、CDUは第1党を確保したものの議席を減らした。一方、反原発を主張する同盟'90/緑の党が勢力を17議席から36議席に伸ばして第2党に躍進。同党から、州議会議員団長だったヴィンフリート・クレッチュマンが、第3党SPDと連立を組んで州首相に就任した。緑の党出身者が州首相となったのは全国初。同党はさらに、2016年選挙で47議席を得て全国初の州議会第1党となり、連立相手を第2党のCDUに変えて州政権を維持。2021年選挙にも勝利し、クレッチュマンが州首相職を継続している。
なお、民主人民党 (DVP) は、自由民主党（FDP）のバーデン＝ヴュルテンベルク支部にあたる地方政党である。

### 歴代州首相
- 1952年 - 1953年：ラインホルト・マイアー (Reinhold Maier)、DVP
- 1953年 - 1958年：ゲブハルト・ミュラー (Gebhard Müller)、CDU
- 1958年 - 1966年：クルト・ゲオルク・キージンガー (Kurt Georg Kiesinger)、CDU
- 1966年 - 1978年：ハンス・フィルビンガー (Hans Filbinger)、CDU
- 1978年 - 1991年：ロタール・シュペート (Lothar Späth)、CDU
- 1991年 - 2005年：エルヴィン・トイフェル (Erwin Teufel)、CDU
- 2005年 - 2010年：ギュンター・エッティンガー (Günther Oettinger)、CDU
- 2010年 - 2011年：シュテファン・マップス (Stefan Mappus)、CDU
- 2011年 - ：ヴィンフリート・クレッチュマン (Winfried Kretschmann)、Grüne

## 地方行政
バーデン＝ヴュルテンベルクの州政府は、州内を4つの行政管区 (Regierungsbezirke) に分けて、その地域にある地方自治体の活動を監督する。これらの行政管区は自治体ではなく、議会を持たない行政官庁である。
また、各行政管区に3ずつ、計12の地域連合 (Regionalverband) がある。これは国土計画の整備・管理を行うために作られた公法人で、所属する郡や独立市の地方議会から代表が送られている。2つの地域連合には、州の垣根を越えて隣接州内の自治体も参加している。
州の下級行政単位（地方自治体）は、35の郡 (Landkreis) と、郡には属さない9つの独立市 (Stadtkreis) からなる。後者は直訳すれば「都市郡」となり、1市単独で郡と同格の自治体として扱われることを意味する。2006年5月1日現在、郡にはその下級行政単位として、302の市 (stadt) と、798の町村（ゲマインデ、Gemeinde）が属する。市も含めた広義の「ゲマインデ」（基礎自治体）の総数は、1109である。それに加えて、2つの基礎自治体未設置地区（1つは定住者あり、1つは無人）がある。

### 行政管区と地域連合
- フライブルク行政管区 - ホーホライン＝ボーデンゼー地域連合、シュヴァルツヴァルト＝バール＝ホイベルク地域連合、南部オーバーライン地域連合
- カールスルーエ行政管区 - 中部オーバーライン地域連合、北シュヴァルツヴァルト地域連合、ライン＝ネッカー広域連合
- シュトゥットガルト行政管区 - ハイルブロン＝フランケン地域連合、東ヴュルテンベルク地域連合、シュトゥットガルト地域連合
- テュービンゲン行政管区 - ボーデンゼー＝オーバーシュヴァーベン地域連合、ドナウ＝イラー地域連合、ネッカー＝アルプ地域連合

### 郡
郡と郡庁所在地。冒頭の記号は、区分地図の記号に符合する。郡名のみドイツ語綴りを付記した。
- UL アルプ＝ドナウ郡 (Alb-Donau-Kreis) - ウルム
- BC ビーベラッハ郡 (Landkreis Biberach) - ビーベラッハ・アン・デア・リース
- FN ボーデンゼー郡 (Bodenseekreis) - フリードリヒスハーフェン
- BB ベーブリンゲン郡 (Landkreis Böblingen) - ベーブリンゲン
- FR ブライスガウ＝ホーホシュヴァルツヴァルト郡 (Landkreis Breisgau-Hochschwarzwald) - フライブルク・イム・ブライスガウ
- CW カルフ郡 (Landkreis Calw) - カルフ
- EM エメンディンゲン郡 (Landkreis Emmendingen) - エメンディンゲン
- PF エンツ郡 (Enzkreis) - プフォルツハイム
- ES エスリンゲン郡 (Landkreis Esslingen) - エスリンゲン・アム・ネッカー
- FDS フロイデンシュタット郡 (Landkreis Freudenstadt) - フロイデンシュタット
- GP ゲッピンゲン郡 (Landkreis Göppingen) - ゲッピンゲン
- HDH ハイデンハイム郡 (Landkreis Heidenheim) - ハイデンハイム・アン・デア・ブレンツ
- HN ハイルブロン郡 (Landkreis Heilbronn) - ハイルブロン
- KUN ホーエンローエ郡 (Hohenlohekreis) - キュンツェルスアウ
- KA カールスルーエ郡 (Landkreis Karlsruhe) - カールスルーエ
- KN コンスタンツ郡 (Landkreis Konstanz) - コンスタンツ
- LÖ レラッハ郡 (Landkreis Lörrach) - レラッハ
- LB ルートヴィヒスブルク郡 (Landkreis Ludwigsburg) - ルートヴィヒスブルク
- TBB マイン＝タウバー郡 (Main-Tauber-Kreis) - タウバービショフスハイム
- MOS ネッカー＝オーデンヴァルト郡 (Neckar-Odenwald-Kreis) - モースバッハ
- OG オルテナウ郡 (Ortenaukreis) - オッフェンブルク
- AA オストアルプ郡 (Ostalbkreis) - アーレン
- RA ラシュタット郡 (Landkreis Rastatt) - ラシュタット
- RV ラーフェンスブルク郡 (Landkreis Ravensburg) - ラーフェンスブルク
- WN レムス＝ムル郡 (Rems-Murr-Kreis) - ヴァイブリンゲン
- RT ロイトリンゲン郡 (Landkreis Reutlingen) - ロイトリンゲン
- HD ライン＝ネッカー郡 (Rhein-Neckar-Kreis) - ハイデルベルク
- RW ロットヴァイル郡 (Landkreis Rottweil) - ロットヴァイル
- SHA シュヴェービッシュ・ハル郡 (Landkreis Schwäbisch Hall) - シュヴェービッシュ・ハル
- VS シュヴァルツヴァルト＝バール郡 (Schwarzwald-Baar-Kreis) - フィリンゲン＝シュヴェニンゲン
- SIG ジグマリンゲン郡 (Landkreis Sigmaringen) - ジクマリンゲン
- TÜ テュービンゲン郡 (Landkreis Tübingen) - テュービンゲン
- TUT トゥットリンゲン郡 (Landkreis Tuttlingen) - トゥットリンゲン
- WT ヴァルツフート郡 (Landkreis Waldshut) - ヴァルツフート＝ティーンゲン
- BL ツォレルンアルプ郡 (Zollernalbkreis) - バーリンゲン

### 独立市
| UL ウルム (Ulm)                                            | KA カールスルーエ (Karlsruhe)        |
| S シュトゥットガルト (Stuttgart)                           | HD ハイデルベルク (Heidelberg)       |
| HN ハイルブロン (Heilbronn)                                | BAD バーデン＝バーデン (Baden-Baden) |
| PF プフォルツハイム (Pforzheim)                            | MA マンハイム (Mannheim)             |
| FR フライブルク・イム・ブライスガウ (Freiburg im Breisgau) |                                      |

### その他の著名な町
上記、郡庁所在地と独立市以外で、著名な観光地や歴史的な出来事の舞台となった町など。
- ヴィール・アム・カイザーシュトゥール - 反核運動
- ドナウエッシンゲン - ドナウ川の源泉（ブレク川とブリガッハ川の合流地点）
- バート・ヴィルトバート - 温泉地
- ボックスベルク
- マウルブロン - 世界遺産マウルブロン修道院
- メーアスブルク - ツェッペリン博物館
- メスキルヒ - ハイデッガー生誕地
- ラウダ
- リートリンゲン

## 文化

### テディベア発祥の地
テディベアで知られる世界的な人形メーカー、シュタイフ発祥の地である（ハイデンハイム郡ギンゲン）。ギンゲンの町のあちこちにはテディベアの像があり、この地で生まれた創業者、マルガレーテ・シュタイフの名の付いた通りや生家が保存されている。現在もシュタイフの本社および工場はギンゲンにあり、「シュタイフ・ミュージアム」を併設している。

### 宗教
概ねカトリック教徒が3割5分、福音主義教徒が3割、イスラム教徒が5分、無宗教者等が2割5分である。
旧バーデン＝ドゥルラハ辺境伯領、旧プファルツ選帝侯領、ヴュルテンベルク北部では福音主義教会、他の地域、とりわけ州南部の州民にはローマ・カトリック教会の信徒が多い。バーデン=ヴュルテンベルク州は福音主義教会もローマ・カトリック教会にも年に4900万ユーロを給付金として一般会計から支払っている 。
ドイツ全土において増加している無宗教者、キリスト教以外の他宗教に属する住民（例えばイスラム教徒）もいる。バーデン=ヴュルテンベルク州での無宗教者たちの一部は人文主義（人間中心主義）的な「ヴュルテンベルク・フマニスト」(DHUW)という組織に属しており、この組織も公法人上の社団として形作られている。
下記の表はバーデン＝ヴュルテンベルク州住民の帰属宗教を示している。
| 所属宗派               | 比率   | 人数    |
| ---------------------- | ------ | ------- |
| ローマ・カトリック教会 | 35,8 % | 386万   |
| 福音主義               | 32,3 % | 347万   |
| イスラム教             | 5,6 %  | 600.000 |
| 新使徒教会             | 0,87 % | 95,300  |
| エホバの証人           | 0,26 % | 28,000  |
| 仏教                   | 0,23 % | 25,000  |
| ヒンドゥー教           | 0,14 % | 15,000  |
| ユダヤ教               | 0,08 % | 9,000   |
| 無宗教、その他の信仰   | 24,8 % | 260万   |

州内の主要キリスト教会は以下のようになっている。フライブルク大司教区とロッテンブルク＝シュトゥットガルト司教区はローマ・カトリック教会の司教区。
バーデン福音主義州教会と ヴュルテンベルク福音主義州教会はドイツ福音主義教会(EKD)に加盟している福音主義教会である。
バーデン福音ルター派教会はEKDには非加盟の古ルター派教会である。
夜間帯（午後10時から翌日の午前5時）の酒類の販売は禁止である（飲食店や空港ターミナルは対象外）。

### 言語
公用語はドイツ語（標準ドイツ語）である。地元の方言としては上部ドイツ語及び中部ドイツ語が使用される。

## 紋章・州旗
- 州の大紋章
- 州の紋章（小）
- 州旗
- 州政府旗（大紋章つき）
- 州政府旗（小紋章つき）